# 金子祥三
金子 祥三（かねこ しょうぞう） は、日本の技術者。三菱重工業取締役技師長や東京大学生産技術研究所エネルギー工学連携研究センター副センター長を務めた。元日本機械学会動力エネルギーシステム部門長。

## 人物・経歴
東京大学工学部機械工学科卒業。
2001年、日本機械学会動力エネルギーシステム部門長。三菱重工業ボイラ技術部長、三菱重工業取締役副事業本部長、三菱重工業取締役技師長、クリーンコールパワー研究所取締役副社長。
2008年、東京大学生産技術研究所先端エネルギー変換工学寄付研究部特任教授。
2009年、東京大学生産技術研究所エネルギー工学連携研究センター副センター長。同年日本機械学会動力エネルギーシステム部門功績賞受賞。
2014年、日本機械学会発電用設備規格委員会委員長。
2016年、東京大学生産技術研究所研究顧問。日本機械学会フェロー。博士（工学）。日本機械学会賞（技術賞）を3回受賞し、2018年度には日本機械学会賞（技術功績）を受賞した。